# سيثا
سيثا (بالتيلوغوية: సీత)‏ هي منتجة أفلام وممثلة هندية، ولدت في 13 يوليو 1967 بتشيناي في الهند.

## وصلات خارجية
- سيثا على موقع IMDb (الإنجليزية)
- سيثا على موقع قاعدة بيانات الفيلم (الإنجليزية)